# Jan Janků
Jan Janků (Hanušovice, 1921. július 3. – 2019. január 26.) cseh politikai elítélt az egykori szocialista Csehszlovákiában. Koncepciós per áldozataként életfogytiglani börtönre ítélték, majd 9 év letöltése után szabadult 1958-ban. Az 1989-es rendszerváltás után a Politikai Foglyok Szövetségének tevékeny tagja. Két magas rangú, cseh és magyar állami kitüntetésben részesítették.

## Élete
Vasutas családban született 1921. július 3-án Hanušovicén. A cserkészek közé 1936-ban lépett be. Kereskedelmi iskolát végzett. A második világháború után 1946-tól ismét részt vett a cserkészmozgalomban, egy cserkészcsapatot vezetett.
1949-ben a kommunista hatalom megdöntésének kísérletével vádolták meg, pedig valós bűne csupán annyi volt, hogy cserkészcsapatával nem volt hajlandó átlépni a kommunista ifjúsági mozgalomba. Beismerő vallomását kínzással szerezték meg. Az 1949-ben lezajlott tárgyalását és egyben a kor viszonyait is jellemzi, hogy az egyik ülnök egy korábbi utcanő volt. A koncepciós perben életfogytiglani börtönre ítélték, amelyből egy évet az Uherské Hradiště-i fogházban a továbbiakat pedig Mírovban töltötte le. Visszaemlékezése szerint a mírovi börtön bejáratánál a német mintára megalkotott Munkával a szabadságért! felirat fogadta az elítélteket.
A börtönben végzett nehéz fizikai munka megbetegítette, s a rabkórház egyik orvosának közbenjárására később kegyelemből szanitéc munkára osztották be, s ebbéli munkaköréből adódóan ismerte meg és ápolta a mírovi börtönben raboskodó és súlyos betegségben szenvedő Esterházy Jánost.
1956-ban némileg enyhült az addigi vasszigor, s valószínűleg ennek köszönhetően szabadulhatott Jan Janků 1958-ban.

## Kitüntetései
- Václav Klaus cseh köztársasági elnök 2010. október 28-án Tomáš Garrigue Masaryk Rend kitüntetésben részesítette.
- Schmitt Pál köztársasági elnök 2011. március 14-én a Magyar Köztársasági Arany Érdemkereszt kitüntetésben részesítette gróf Esterházy János születésének 110. évfordulóján tartott megemlékezésen a Parlamentben.